# Allerton (Iowa)
Allerton es una ciudad situada en el condado de Wayne, Estado de Iowa, Estados Unidos. Según el censo de 2000 tenía una población de 559 habitantes.

## Demografía
Según el censo de 2000, había 559 personas, 231 hogares y 155 familias residiendo en la localidad. La densidad de población era de 189,33 hab./km². Había 287 viviendas con una densidad media de 97,2 viviendas/km². El 99,28% de los habitantes eran blancos, el 0,18% asiáticos y el 0,54% pertenecía a dos o más razas. El 0,89% de la población eran hispanos o latinos de cualquier raza.
Según el censo, de los 231 hogares, en el 34,6% había menores de 18 años, el 51,9% pertenecía a parejas casadas, el 12,1% tenía a una mujer como cabeza de familia, y el 32,5% no eran familias. El 30,7% de los hogares estaba compuesto por un único individuo, y el 17,3% pertenecía a alguien mayor de 65 años viviendo solo. El tamaño promedio de los hogares era de 2,42 personas, y el de las familias de 2,99.
La población estaba distribuida en un 27,5% de habitantes menores de 18 años, un 5,9% entre 18 y 24 años, un 26,8% de 25 a 44, un 23,3% de 45 a 64, y un 16,5% de 65 años o mayores. La media de edad era 38 años. Por cada 100 mujeres había 94,8 hombres. Por cada 100 mujeres de 18 años o más, había 91,9 hombres.
Los ingresos medios por hogar en la localidad eran de 28.929 dólares ($), y los ingresos medios por familia eran 35.000 $. Los hombres tenían unos ingresos medios de 23.854 $ frente a los 17.614 $ para las mujeres. La renta per cápita para la ciudad era de 12.218 $. El 18,5% de la población y el 17,5% de las familias estaban por debajo del umbral de pobreza. El 23,5% de los menores de 18 años y el 15,0% de los habitantes de 65 años o más vivían por debajo del umbral de pobreza.

## Geografía
Según la Oficina del Censo de los Estados Unidos, la localidad tiene un área total de 2,95 km², la totalidad de los cuales corresponden a tierra firme.